# Пэшли, Энн
Энн Пэшли (англ. Anne Pashley (-Irons), в замужестве Айронс; 5 июня 1935, Скегнесс, Линкольншир, Великобритания — 7 октября 2016, Чилтон, Бакингемшир, Великобритания) — британская легкоатлетка, серебряный призёр летних Олимпийских игр в Мельбурне (1956); впоследствии оперная певица (сопрано)

## Спортивная карьера
Родилась в семье преподавателя английского языка и управляющей летним лагерем. Впервые на её спортивные результаты обратили внимания во время учёбы в школе в Грейт-Ярмуте.
Дебютировала на национальном первенстве в 1951 г. в 16-летнем возрасте. Была двукратной чемпионкой Великобритании в коротком спринте (100 ярдов) в 1953 — с национальным рекордом (10,8 сек.) и 1954 гг. Благодаря этому она квалифицировалась на чемпионат Европы в Берне (1954), где завоевала золото на 100-метровке вольным стилем и на Игры Британского Содружества в Ванкувере. На Играх Содружества, где выиграла серебряную медаль в эстафете 4 × 110-ярдов. В 1953 г. в мачте против пловцов Нидерландов в составе британской эстафетной команды установила мировой рекорд на дистанции 4 х 220 ярдов (1:39,9 сек.).
На летних Олимпийских играх в Мельбурне (1956) в составе национальной сборной стала серебряным призёром в эставете 4×100 м. Вскоре после Игр приняла решение о завершении легкоатлетической карьеры.

## Оперная карьера
Уйдя из спорта, стала оперной певицей. Закончила Гилдхоллскую школу музыки и театра и дебютировала в качестве сопрано в 1959 г. В 1962 г. впервые выступила в Глайндборне в партии второго мальчика в опере Моцарта «Волшебная флейта». В 1963 г. дебютировала на сцене Ковент-Гардена в партии Барбаирны («Свадьба Фигаро» Моцарта). Затем была задействована в том же театре в различных постановках: паж в «Лоэнгрине» Вагнера, Берта в «Севильском цирюльнике» Россини, девушка в «Питере Граймсе» Бриттена, Амур в «Орфее и Эвридике» Глюка, Каролька в Енуфе Леоша Яначека, Асканий в «Троянцах» Берлиоза, Эмма в Хованщине Мусоргского, девушка-цветок в «Парсифале» Вагнера, Мерседес в «Кармен» Бизе, Фёдор в «Борисе Годунове» Мусоргского и две роли в мировой премьере оперы «Мы достигли реки» Хенце.
После замужества за тенором Джеком Айронсом в 1959 г. в 1960-х гг. регулярно выступала с ним в совместных постановках.
В 1965 г. в Садлерс-Уэллс она спела Зибель в «Фаусте» Гуно, в Валийской национальной опере выступила на премьерном показе The Parlour Мэри Грейс Уильямс, также пела в Шотландской опере, Кентской опере и Новой опере компани, с которой участвовала в партии дочери Кардильяка в первой британской постановке оперы «Кардильяк» Хиндемита (1970), также была задействована в роли Мадлен в концертной версии оперы «Олимпийцы» Блисса (1972).
В Уэксфордском оперном фестивале она выступала в роли Стефано в «Ромео и Джульетте» Гуна (1967), Аминтоса в Царе-пастухе Моцарта (1971) и в заглавной роли в опере Кавалли «Эритрея» (1975). Также принимала участие на фестивалях в Альдебурге и Эдинбурге.
Исполняла главные роли в многочисленных записях для BBC. В телевизионной версии оперы Вайля «Расцвет и падение города Махагони» на BBC (1965) исполнила роль Дженни.